# Michael A. Musmanno
Michael A. Musmanno, född 7 april 1897, död 12 oktober 1968, var en internationellt uppmärksammad amerikansk jurist.
Musmanno hade en lång karriär som jurist i Allegheny County (1932-1951), Pennsylvania, och senare som domare i Högsta domstolen i Pennsylvania. Han satt med i ett mål där Henry Miller anklagades för obscena skildringar i sin bok Kräftans vändkrets (Tropic of cancer). I Musmannos ögon var den - djupt religiös som han var - inte en bok utan ett "kloakdike". I det målet tillhörde han en minoritet.
Under andra världskriget tjänstgjorde han i amerikanska flottan och steg till rang av konteramiral (rear admiral). Han blev efter kriget först militärguvernör i Sorrento, Italien. Han var sedan domare i två av Nürnbergrättegångarna, Milchrättegången och Einsatzgruppenrättegången 1947-1948.